# Ansgar Wallenhorst
Ansgar Wallenhorst (* 1967 in Walsum) ist ein deutscher Kirchenmusiker.

## Leben
Wallenhorst studierte bei Günther Kaunzinger an der Würzburger Hochschule für Musik und absolvierte dort 1991 das A-Examen. 1993 wurde ihm das Meisterklassen-Diplom verliehen. Weiterführende Improvisationsstudien führten ihn nach Paris zu Thierry Escaich, Olivier Latry und Jean Guillou. Dann studierte er Theologie und Philosophie in Münster und Paris. Seit 1998 ist er Kantor an St. Peter und Paul in Ratingen. 1998 bis 2002 war er Dozent für liturgisches Orgelspiel an der Musikhochschule Dortmund und Initiator der „Offenen Orgelklasse für Interpretation, Improvisation und Analyse“ im Audimax der Ruhr-Universität Bochum. 1999 war er zweiter Preisträger beim 3ème Concours d’orgue de la Ville de Paris, 2000 erhielt er den Grand Prix beim 43. Internationalen Improvisationswettbewerb in Haarlem. Wallenhorst veröffentlichte zahlreiche CD mit Improvisationen und geht einer umfangreichen Konzert- und Gastdozententätigkeit in Europa und den USA nach.